# Тікич
Тíкич — річка в Україні, в межах Тальнівського району Черкаської області. 
Довжина Тікичу — 4 км. 
Тече на південь серед пагобів Придніпровської височини. Річка утворена злиттям річок Гірський Тікич (права) й Гнилий Тікич (ліва) на схід від північної частини селища Добрянка. Разом з річкою Велика Вись утворює річку Синюха (біля північної околиці села Скалева). 
Назву річки виводять від дієслова текти.